# 1866 Sisyphus
1866 Sisyphus è un asteroide near-Earth del diametro medio di circa 8,5 km. Scoperto nel 1972, presenta un'orbita caratterizzata da un semiasse maggiore pari a 1,8939716 au e da un'eccentricità di 0,5380640, inclinata di 41,20143° rispetto all'eclittica.
L'asteroide è dedicato a Sisifo, personaggio della mitologia greca.
Nel 1985 e nel 2011 ne è stata ipotizzata la probabile natura binaria, senza tuttavia assegnare un nome pur provvisorio al satellite. Le due componenti del sistema, distanti tra loro 19 km, avrebbero dimensioni di circa 8,44 km e 840 m. Il satellite orbiterebbe attorno al corpo principale in 1,19 giorni.